# Alta corte (Sicilia)
L'Alta corte per la Regione siciliana è stata un organo di natura costituzionale, prevista nello statuto speciale siciliano, istituita con il regio decreto legislativo 15 maggio 1946, n. 455, successivamente convertito nella legge costituzionale 26 febbraio 1948, n. 2. Nel 1957 le competenze dell'Alta corte furono assorbite dalla Corte costituzionale ai sensi della VII disposizione transitoria della  Costituzione.

## Storia
Le sue attribuzioni consistevano nel controllo di legittimità costituzionale delle leggi approvate dall'Assemblea regionale siciliana, nel controllo di compatibilità  delle leggi e dei regolamenti dello Stato rispetto allo statuto speciale della Regione Siciliana e limitatamente alla loro efficacia nel territorio dell'Isola, nonché nel giudizio penale nei confronti del presidente e degli assessori siciliani per i reati compiuti nell'esercizio delle loro funzioni (artt. 25 e 26 Statuto Sicilia).
Era composta da otto giudici. L'articolo 24 dello Statuto infatti stabiliva la composizione della Corte. I giudici della Corte, sei membri oltre al presidente e al procuratore generale, (più due supplenti), dovevano essere nominati in egual numero dall'Assemblea regionale siciliana e dal Parlamento italiano (comma 1). Il presidente e il procuratore generale invece dovevano essere nominati dalla Corte stessa (comma 2). Per l'Alta corte era stabilita la sede di Roma (comma 1) e si prevedeva una ripartizione degli oneri per il mantenimento della Corte in egual misura tra Stato e regione (comma 3).
Gli articoli successivi stabilivano le modalità con cui le leggi dovevano essere impugnate davanti all'Alta corte. Le relative norme erano applicabili nel contenzioso tra Stato e Regione siciliana davanti alla Corte costituzionale fino al 2014, quando la Corte le ha caducate con sentenza n. 255 in seguito alla riforma del Titolo V della Costituzione.

### Cessazione
Le competenze dell'Alta corte per la Regione Siciliana, con l'entrata in vigore della Costituzione, furono mantenute provvisoriamente in vita dalla VII disposizione transitoria della Carta costituzionale. 
Dopo un decennio d'attività, alla definitiva caducazione dell'Alta corte provvide, su ricorso del presidente del consiglio Antonio Segni, la Consulta, con sentenza del 9 marzo 1957, n.38: in base al principio della "giurisdizione costituzionale accentrata", ritenne le funzioni dell'Alta corte assorbite nella propria competenza a giudicare sulla legittimità costituzionale delle leggi, statali e regionali, nonché sui conflitti di attribuzione tra lo Stato e le Regioni. Infatti, la VII disposizione transitoria della Costituzione manteneva in funzione le preesistenti forme di giustizia costituzionale solo fino all'insediamento della Corte costituzionale.
Era stato, nel 1956, l'allora commissario dello Stato a impugnare la legge regionale sulla "disciplina della ricerca e coltivazione delle sostanze minerali della Regione" approvata dall'Assemblea regionale siciliana il 14 marzo 1956, davanti all'Alta Corte. Nel relativo giudizio di legittimità costituzionale il Commissario dello Stato eccepì l'incompetenza dell'Alta Corte siciliana, avviando così il giudizio davanti alla Corte costituzionale.
La decisione della Consulta provocò le dimissioni del presidente Enrico De Nicola. I giudici dell'Alta corte in carica in quel momento furono nominati membri della Corte costituzionale.
La caducazione ebbe luogo de facto, ma non de iure con la citata sentenza del 1957. Successivamente ebbe luogo una caducazione de iure riguardo alla competenza penale dell'Alta Corte a norma dell'articolo 26, a seguito di giudizio di legittimità costituzionale promosso nel 1968 dal giudice istruttore del tribunale di Palermo, con la sentenza n. 6 del 15 gennaio 1970. Resta topograficamente presente all'interno dello Statuto di autonomia della Regione siciliana e pertanto si è dibattuto sulla ricostituzione della stessa.

## Personalità
Tra i giudici che fecero parte dell'Alta corte, furono di rilievo le figure di Luigi Sturzo, Aldo Sandulli, Andrea Finocchiaro Aprile, Gaspare Ambrosini e Mario Bracci (eletti giudici della Corte costituzionale dal Parlamento in seduta comune)Tomaso Perassi (eletto giudice costituzionale dal Presidente della Repubblica Gronchi) Giovanni Selvaggi ed Augusto Ortona